# Club Atlético River Plate 1917
Questa voce raccoglie le informazioni riguardanti il Club Atlético River Plate nelle competizioni ufficiali della stagione 1917.

## Stagione
La Copa Campeonato vide il River giungere al secondo posto, dietro al Racing di cinque punti. Il club registrò la seconda miglior difesa del campionato, con 14 reti subite.

## Maglie e sponsor
| Casa |

## Rosa
| N. |                      | Ruolo | Calciatore            |
| -- | -------------------- | ----- | --------------------- |
|    | Argentina (bandiera) | P     | Carlos Ísola          |
|    | Argentina (bandiera) | P     | A. Quintana           |
|    | Argentina (bandiera) | D     | Pedro Calneggia       |
|    | Argentina (bandiera) | D     | Arturo Chiappe        |
|    | Argentina (bandiera) | C     | Cándido García        |
|    | Argentina (bandiera) | C     | Jacinto Giúdice       |
|    | Argentina (bandiera) | C     | Atilio Peruzzi        |
|    | Argentina (bandiera) | C     | Heriberto Simmons     |
|    | Argentina (bandiera) | C     | Roberto Taramasso     |
|    | Argentina (bandiera) | A     | Antonio Ameal Pereyra |
|    | Argentina (bandiera) | A     | M. Bonacossa          |

| N. |                      | Ruolo | Calciatore           |
| -- | -------------------- | ----- | -------------------- |
|    | Argentina (bandiera) | A     | Roberto Fraga Patrao |
|    | Argentina (bandiera) | A     | Enrique Gainzarain   |
|    | Argentina (bandiera) | A     | Santiago Mantero     |
|    | Argentina (bandiera) | A     | Alfredo Martín       |
|    | Argentina (bandiera) | A     | Emilio Medone        |
|    | Argentina (bandiera) | A     | Santiago Ortelli     |
|    | Argentina (bandiera) | A     | Armando Risso        |
|    | Argentina (bandiera) | A     | Héctor Rivas         |
|    | Argentina (bandiera) | A     | Nicolás Rofrano      |
|    | Argentina (bandiera) | A     | E. Shumann           |
|    | Argentina (bandiera) | A     | Francisco Taggino    |

## Statistiche

### Statistiche di squadra
| Competizione    | Punti | Totale | Totale | Totale | Totale | Totale | Totale | DR  |
| Competizione    | Punti | G      | V      | N      | P      | Gf     | Gs     | DR  |
| --------------- | ----- | ------ | ------ | ------ | ------ | ------ | ------ | --- |
| Copa Campeonato | 30    | 20     | 12     | 6      | 2      | 35     | 14     | +21 |
| Totale          | -     |        |        |        |        |        |        | -   |